# Mastaing
 Mastaing  là một xã ở tỉnh Nord ở miền bắc nước Pháp. Xã này có diện tích 5,97 km², dân số năm 1999 là 878 người. Xã nằm ở khu vực có độ cao trung bình 38 mét trên mực nước biển.